# Mezzamorphis
Mezzamorphis é o segundo álbum de estúdio da banda Delirious?, lançado a 12 de Abril de 1999.

## Gravação e produção
Inicialmente a banda era conhecida pelo som similar aos U2, tendo a banda acrescentado uma sonoridade mais eletrónica, tendo sido inspirado pelos Radiohead. O produtor Tedd T trouxe uma maior diversidade do eletrónico ao disco. O final da gravação do disco ocorreu num pequeno estúdio perto de Littlehampton, apenas para acrescentar as vozes. O disco foi mixado por Jack Joseph Puig em Los Angeles no início de 1999.
A promoção do disco no Reino Unido, foi apoiada pela banda norte-americana Switchfoot. Delirious? atuaram também no Glastonbury Festival.
O disco atingiu o nº 5 do Heatseekers, o nº 137 da Billboard 200 e o nº 2 do Top Contemporary Christian.

## Faixas
Todas as faixas por Martin Smith e Stuart Garrard, exceto onde anotado.
1. "Mezzanine Floor" – 3:44
2. "Heaven" – 3:59
3. "Follow" – 4:39
4. "Bliss" – 3:15
5. "It's OK" – 4:08
6. "Metamorphis" (Garrard) – 4:20
7. "See The Star" – 3:30
8. "Gravity" (Garrard, Jonathan Thatcher, Smith) – 3:18
9. "Beautiful Sun" (Garrard) – 4:35
10. "Love Falls Down" – 3:58
11. "Blindfold" (Smith) – 5:58
12. "Kiss Your Feet" (Smith, Thatcher) – 4:19

## Créditos
- Martin Smith - Vocal, guitarra
- Stuart Garrard - Guitarra, vocal de apoio
- Stewart Smith - Bateria, percussão, vocal de apoio
- Jon Thatcher - Baixo, teclados, baixo
- Tim Jupp - Teclados
- Tony Patoto - Vocal de apoio